# Jesús González Gallo
José de Jesús González Gallo (Yahualica, 14 januari 1900 – Guadalajara, 5 augustus 1957) was een Mexicaans politicus en advocaat
González Gallo studeerde recht aan de Universiteit van Guadalajara en vervulde meerdere gerechtelijke functies. Van 1940 tot 1946 was hij de persoonlijke secretaris van president Manuel Ávila Camacho. In 1946 werd hij gekozen tot gouverneur van Jalisco en trad februari van het volgende jaar aan. González Gallo onderscheidde zich door het opzetten van grootschalige moderniesatieprojecten. Hij liet meer dan zeshonderd scholen en kilometers snelweg bouwen en richtte het Technologisch Instituut van Guadalajara op. González Gallo wordt wel gezien als degene die Jalisco de moderne tijd heeft binnengeloodst.
González Gallo overleed in augustus 1957 door een auto-ongeluk. Zijn geboorteplaats Yahualica is naar hem Yahualica de González Gallo genoemd.
- Biblioteca Nacional de España: XX1057265
- Bibliothèque nationale de France: cb12020652r (data)
- International Standard Name Identifier: 0000 0000 5922 7657
- Nederlandse Thesaurus van Auteursnamen: 172041139
- Système universitaire de documentation: 074493892
- Virtual International Authority File: 14782436
- WorldCat: E39PBJB8tvRkt7pbQhwmyCT4MP